# BC Dinamo San Petersburgo
El BC Dinamo San Petersburgo (en ruso: Динамо Санкт-Петерсбург) fue un equipo de baloncesto ruso con sede en la ciudad de San Petersburgo, que jugaba en la Superliga de baloncesto de Rusia, la principal competición de su país. Disputaba sus partidos en el Jubileyniy Sport Complex, con capacidad para 6500 espectadores.

## Historia
El equipo se fundó en el año 2004, y tras una única temporada en la competición, ganó la Eurocopa de la FIBA, derrotando en la final al BC Kiev por 85-74. Al año siguiente alcanzó la Final Four en la misma competición, acabando finalmente en la cuarta posición.
Pero en 2006 el equipo, debido a las dificultades económicas, desapareció, dejando de pagar millones de dólares de los contratos de sus jugadores.

## Palmarés
- Campeón de la FIBA Europe League (2005)

## Jugadores destacados
- Vladimir Veremeenko
- Jon Stefansson
- Darryl Middleton
- David Blu
- Ed Cota